# Cosmología esotérica
La cosmología esotérica es la cosmogonía que es parte intrínseca de un sistema de pensamiento oculto o esotérico. La cosmogonía esotérica proyecta el universo con planos de la existencia y la conciencia de acuerdo con una cosmovisión específica por lo general de una doctrina.

## Visión general
La cosmogonía esotérica casi siempre se ocupa de al menos algunos de los siguientes temas: emanatismo, involución, evolución espiritual, epigénesis, planos de existencia o mundos superiores (y su emanación y las conexiones entre ellos), jerarquías de seres espirituales, ciclos cósmicos (por ejemplo, año cósmico, yuga), yoga o disciplinas y técnicas espirituales de auto-transformación, y referencias a la mística y a los estados alterados de conciencia.
Estas cosmogonías cubren muchas de las mismas preocupaciones también abordadas por la cosmogonía religiosa y la cosmogonía filosófica, tales como el origen, propósito y destino del universo y de la conciencia y la naturaleza de la existencia. Por esta razón a veces es difícil distinguir donde termina la religión o filosofía y comienza el esoterismo u ocultismo. Sin embargo, la cosmogonía esotérica se distingue de la religión en su construcción más sofisticada y la confianza en la comprensión intelectual en lugar de la fe y de la filosofía en su énfasis en las técnicas de transformación psico-espiritual.
Ejemplos de cosmogonías esotéricas se pueden encontrar en gnosticismo, nahual (Carlos Castaneda), tantra (especialmente Shivaísmo de Cachemira), cábala, sufismo, las enseñanzas de Jakob Böhme, el Libro de Urantia, la tradición Sant Mat/Shabd Yoga, teosofía, antroposofía, La Tradición Cósmica de Max Theon y su esposa, Max Heindel (El Concepto Rosacruz del Cosmos), elementos de las enseñanzas de Sri Aurobindo, Meher Baba, el Cuarto Camino propuesto por George Gurdjieff y Piotr Ouspenski, cosmogonía pagaian y muchas enseñanzas actuales de la Nueva era, por poner sólo algunos ejemplos.

## Gnosticismo
El gnosticismo es una etiqueta imprecisa, cubriendo conceptos monistas, así como dualistas. Por lo general, los mundos superiores de luz, llamados el pléroma o “plenitud”, son radicalmente distintos del mundo inferior de la materia. La emanación del pléroma y sus divinidades (llamado eones) se describe en detalle en las distintos tractos gnósticos, como es la crisis pre-creación (el equivalente cósmico a la “caída” en el pensamiento cristiano) de la que el mundo material se produce, y la forma en que la chispa divina puede alcanzar la salvación.

## Cábala
La cábala combina el judaísmo ortodoxo, neoplatónico, gnóstico y temas filosóficos (por ejemplo aristotélicos), para desarrollar una cosmogonía elaborada y altamente simbólica en el cual Dios, que es inefable e incognoscible, se manifiesta como el arquetípico sefirot, cada uno con sus propios atributos divinos, y organizado en una configuración de caminos interrelacionados llamado el Árbol de la vida. El árbol original, da lugar a otros árboles, hasta que haya cuatro o (en la Cabalá Luriánica) cinco mundos o universos (árboles) en total, con la sephira más baja del mundo más bajo constituyendo el cosmos material.
Esta cosmogonía ha resultado ser muy popular entre los ocultistas, y formó la base del pensamiento hermético occidental (por ejemplo, la Orden Hermética de la Aurora Dorada y organizaciones posteriores), donde se asocia con una forma de viaje astral llamado “pathworking”.

## El Concepto Rosacruz del Cosmos
Max Heindel presenta en su obra El Concepto Rosacruz del Cosmos (1909) un proceso evolutivo del hombre y el universo, correlacionando la ciencia con la religión. Este trabajo del conocimiento esotérico contiene los fundamentos de la filosofía Rosacruz y también se ocupa, entre otros temas, de la metafísica y la cosmología. La segunda parte del libro contiene el esquema de la evolución en general y la evolución del Sistema Solar y de la Tierra, en particular, según Heindel. En el campo de la cosmogonía (cosmogenesis y antropogénesis) que enseña acerca de los mundos, globos y períodos, revoluciones y noches cósmicas relacionadas con las olas de la vida y el desarrollo humano, así como la constitución de nuestro sistema solar y del universo: El ser supremo, los planos cósmicos y Dios.

## Teosofía y antroposofía
Helena Blavatsky en sus escritos teosóficos presentó una compleja cosmogonía, en términos de una serie séptupla de planos y subplanos cósmicos, y un sistema de siete veces detallado de los ciclos y subciclos de existencia.  Estas ideas fueron adaptadas por los esoteristas posteriores como Rudolf Steiner (Antroposofía), Max Heindel, Alice Bailey, y Ann Ree Colton, y algunas de estas ideas fueron incluidas en el pensamiento de la Nueva era.

## Max Theon y la “filosofía cósmica”
El ocultista Max Theon ha desarrollado una cosmogonía sofisticada, incorporando Cabalá Luriánica y otros temas. Este describe una serie de mundos divinos y materiales, y cuatro u ocho “estados” (equivalente a los planos teosóficos), cada uno dividido en grados, cada uno de los cuales están a su vez subdivididos en sub-grados. Los detalles de estos diversos mundos ocultos, sus seres, colores reconocibles, y así sucesivamente, todos fueron presentados, pero muy poco de este material aún no se ha publicado.